# Лищиця пучкувата
Лищиця пучкувата, лещиця пучкувата, лищиця пучкова (Gypsophila fastigiata) — вид рослин з родини гвоздичних (Caryophyllaceae), поширений у Європі. Описаний ендемік Подільської височини, Gypsophila dichotoma Besser є синонімом Gypsophila fastigiata L.

## Опис
Багаторічна трав'яниста рослина 10–60 см заввишки. Листки овально-ланцетні, тупі, іноді коротко загострені. Чашечки широко дзвонові, 1.5–2.5 мм завдовжки. Пелюстки блідо-рожеві, іноді білуваті, 3–4 мм завдовжки. Коробочки помітно довші від чашечок. Стебла від ослаблених до висхідних, гілки суцвіття із залозистими волосками. Листки супротивні, без черешка. Листові пластини з цілими краями, 1-жилкові, голі, блакитнувато-зелені. Суцвіття досить щільне, рясноквіте. Пелюсток 5, цілі. Чашечка 5-листочкова, біло-смугаста, із залозистими волосками. Тичинок зазвичай 10. Плід — 4-клапанна коробочка.

## Поширення
Поширений у Європі крім заходу й Балкан.
В Україні вид зростає в світлих лісах, на кам'янистих схилах — в Поліссі, Прикарпатті (між Дністром і Прутом), нерідко; в пн.-зх. Лісостепу, спорадично.

## Галерея

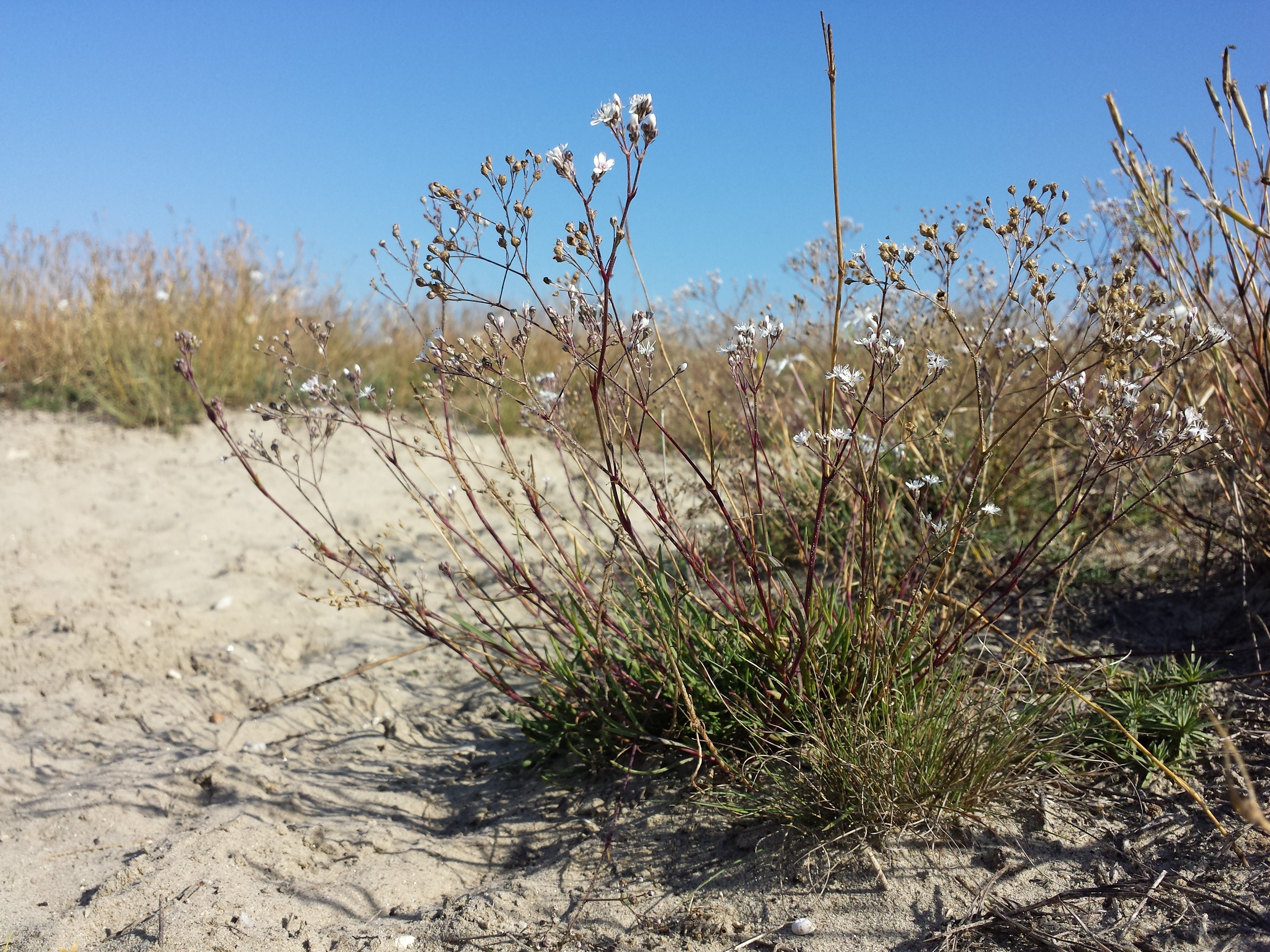
рослина
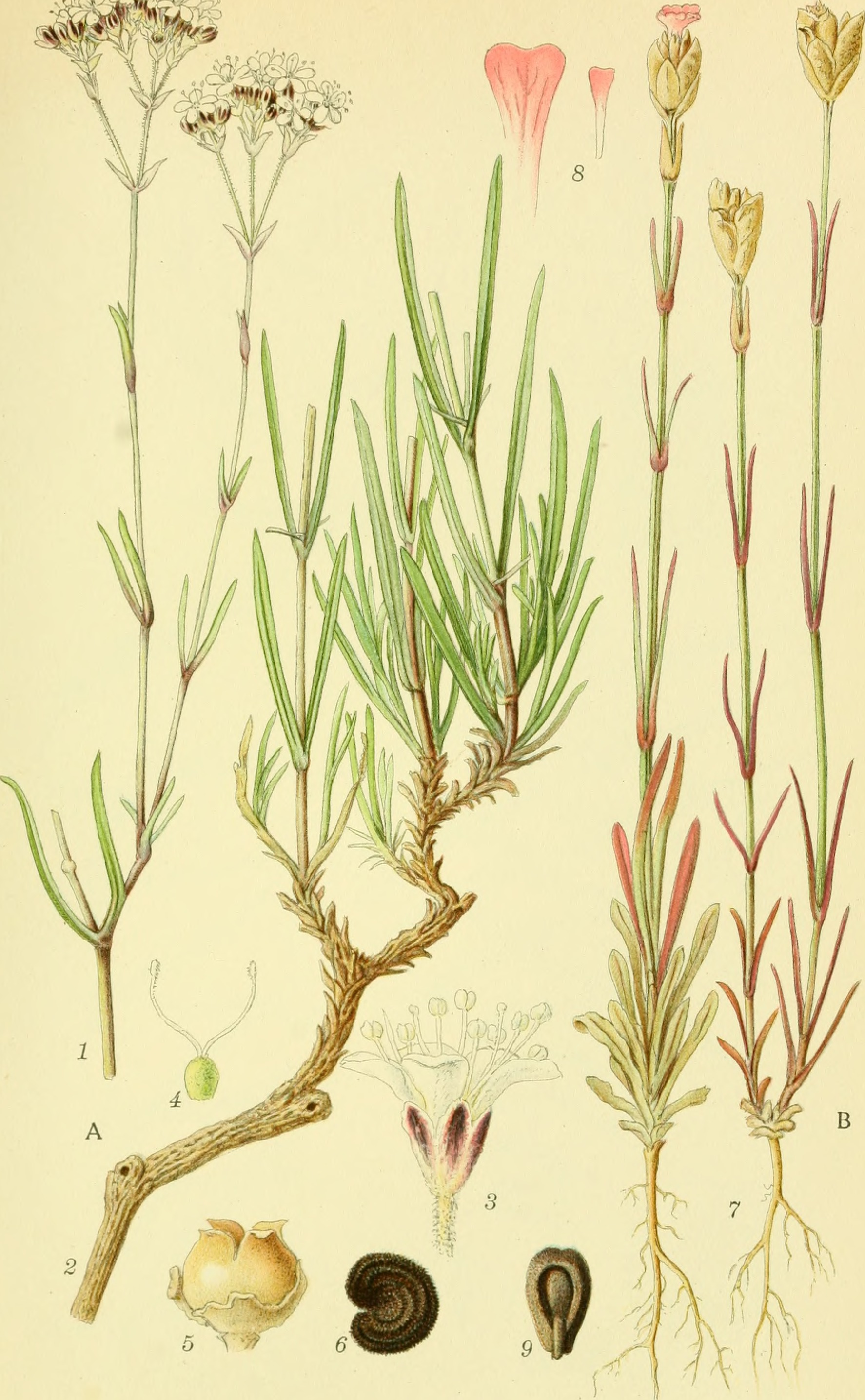
ілюстрація